# 塩尻陣屋
塩尻陣屋（しおじりじんや）は長野県塩尻市にあった天領代官所（代官陣屋）のひとつ。建物は現存しない。

## 歴史
享保10年（1725年）に中山道塩尻宿の中央部に建てられた。支配地は信濃国の天領約5万3000石。初代代官には室七郎左衛門富章が赴任したが、元文5年（1740年）に死去すると、検見御用の大草太郎左衛門政永、浅岡彦四郎胤直に3か月ほど預けられ、同年、山本平八郎親行が新任した。山本は寛保2年（1742年）に領内の新田見直しを行い、桔梗ヶ原周辺の開拓による塩尻領3万石分の増石を計画したが、桔梗ヶ原に入会権を持つ村々はこれに反対し、江戸表に出て勘定奉行神尾春央に訴願した結果、新田開発は中止となった。山本は解任され、根岸杢左衛門に替ったが、新田開発は中止となった。寛保3年（1743年）に塩尻領は松本藩預地となり、延享元年（1744年）に陣屋は廃止された。明治維新において尾張藩塩尻取締所を経て伊那県塩尻局が置かれた。
跡地は現在、造り酒屋となっている。